# Cercle des Philadelphes
Le Cercle des Philadelphes est une Académie fondée le 15 août 1784 au Cap-Français (aujourd'hui Cap Haïtien) à Haïti. Elle cesse ses activités en 1791 avant d'être officiellement dissoute en 1793. Elle compta jusqu'à cent soixante-deux membres et publia régulièrement un Prospectus.
Cette unique académie coloniale française regroupe grands colons, officiers royaux, hommes d'église, magistrats, médecins, militaires, botanistes, agronomes, zoologistes, physiciens, météorologues. Son action vise toute la Caraïbe, en relation avec l'Académie des sciences de Paris. 
Elle se veut scientifique et non idéologue, au contraire des nombreuses loges maçonniques : Saint Domingue (1738), Martinique (1738), Guadeloupe (1745), Saint-Vincent (1762), Marie-Galante (1768), Sainte-Lucie (1784)... D'ailleurs elle est prise pour une loge maçonnique par Blanche Maurel, la première historienne à l’étudier, en ligne avec le point de vue de Bernard Fay.